# Менделевич, Даниил Александрович
Даниил Александрович Менделевич (29 октября 1931 — 1 июля 2017, Иерусалим) — советский художник-мультипликатор.

## Биография
В 1947—1955 годах учился в Московской средней художественной школе при Академии художеств. В 1963 году окончил ВГИК. В 1963—1966 годах работал декоратором на Центральном телевидении, в 1966—1979 годах — художником-постановщиком на киностудии «Союзмультфильм». Занимался книжной графикой. С 1981 года жил в Израиле.

## Фильмография
- 1967 — Четверо с одного двора
- 1968 — Русалочка
- 1970 — Катерок
- 1970 — Весёлая карусель (сюжет Небылицы)
- 1970 — Все мы — пешеходы![2]
- 1971 — Как мы весну делали
- 1972 — Край, в котором ты живёшь
- 1972 — Очередная неделя (Фитиль, № 118)
- 1973 — Песня о дружбе
- 1973 — Спасибо
- 1973 — Жизненный опыт (Фитиль, № 135)
- 1974 — Только для взрослых. Выпуск 3
- 1975 — Фантик. Первобытная сказка
- 1975 — Маяковский смеётся
- 1976 — Переменка № 1
- 1976 — Голубой щенок
- 1977 — Мы рисуем Октябрь
- 1978 — «Рыцарь» (Фитиль, № 189)
- 1978 — Ограбление по… (полная версия — 1988)